# مجموعة باونينج
مجموعة باونينج (الاسم القانوني مجموعة باونينج للاستثمار المحدودة) هي مجموعة شركات عقارية وخدمات مالية صينية يسيطر عليها الملياردير الصيني ياو تشن هوا ، أغنى شخص في الصين رقم 52 اعتبارًا من أغسطس 2020. 

## عمليات الشركة

### الخدمات المالية والأعمال العقارية
تضم مجموعة باونينج حوالي 40 شركة في مجال العقارات والخدمات اللوجستية والتمويل الأصغر والتعليم والرعاية الصحية. 
لدى باونينج أكثر من 40 مركز تسوق في الصين. 

### أعمال السيارات
في عام 2017،  استحوذت مجموعة باونينج على حصة مسيطرة تبلغ 63% في شركة كوروس لصناعة السيارات. حصلت شيري على 25% وكينون القابضة على الـ12% المتبقية.  في نفس العام، أنشأت مجموعة باونينج شركة باونينج موتورز التابعة لها لإدارة أعمالها في مجال السيارات.  وأطلقت باونينج مشاريع لبناء مصانع سيارات الطاقة الجديدة في كونشان ، وشيسيان ، وكونمينغ ، وهانغتشو ، وشيآن ، وقوانغتشو .